# 安格莉卡·诺伊纳
安格莉卡·诺伊纳（德語：Angelika Neuner，1969年12月23日—），奥地利女子雪橇运动员。她曾代表奥地利参加1992年、1994年、1998年和2002年冬季奥林匹克运动会雪橇比赛，获得一枚银牌和一枚铜牌。